# Silas Weir Mitchell (aktor)
Silas Weir Mitchell (ur. 30 września 1969 w Filadelfii) – amerykański aktor.
Występował głównie w amerykańskich serialach emitowanych w porze największej oglądalności: 24 godziny (jako Eli Stram), Na imię mi Earl (jako Donny Jones) oraz Skazany na śmierć (jako Charles „Haywire” Patoshik). Występował także w remake’u Wyścigu Szczurów oraz w jednym z odcinków serialu CSI: Kryminalne zagadki Miami. W latach 2011–2017 grał jedną z głównych ról w serialu Grimm.
W dwóch popularnych serialach produkcji USA My name is Earl oraz Prison Break gra rolę chorych umysłowo więźniów.
Na wzbogaconej o wywiady z aktorami płycie DVD Prison Break aktor przyznał, że początkowo brał udział w castingu na rolę T-Baga, którego w ostateczności zagrał Robert Knepper.
W latach 2011–2017 występował w jednej z głównych ról w serialu Grimm (jako Monroe).

## Filmografia
- Na imię mi Earl
- Skazany na śmierć
- Bez śladu
- Detektyw Monk
- CSI: Kryminalne zagadki Las Vegas
- CSI: Kryminalne zagadki Miami
- CSI: Kryminalne zagadki Nowego Jorku
- Dowody zbrodni
- Fathers and Sons
- Detektyw
- JAG – Wojskowe Biuro Śledcze
- Medium
- Jak ugryźć 10 milionów 2
- Sześć stóp pod ziemią
- Ptaki nocy
- 24 godziny
- Nash Bridges
- Nowojorscy gliniarze
- Z Archiwum X
- Ostry dyżur
- Grimm